# Nikołaj Bułanow
Nikołaj Gieorgijewicz Bułanow, ros. Николай Георгиевич Буланов (ur. w 1874 r. w Warszawie, zm. 20 listopada 1942 r. w Warszawie) – rosyjski działacz państwowy, działacz emigracyjny
Ukończył szkołę handlową w Moskwie, a następnie szkołę inżynierów wojskowych. Był członkiem trzech kolejnych dum moskiewskich. W 1919 r. wyemigrował do Polski. Wszedł w skład Rosyjskiego Komitetu Politycznego w Warszawie. Stanął na czele oddziału finansowego. Po jego rozwiązaniu w 1921 r., został członkiem Komitetu Rosyjskiego, przemianowanego w 1931 r. na Rosyjski Komitet Społeczny. W 1926 r. był jego przedstawicielem w rosyjskim zjeździe zagranicznym w Paryżu.